# 루이지 루솔로

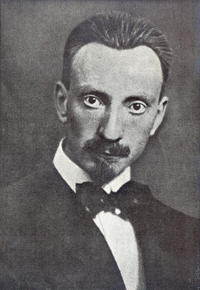

루이지 루솔로(Luigi Carlo Filippo Russolo, 1885년 4월 30일 ~ 1947년 2월 6일)는 이탈리아의 미래파 화가, 작곡가, 실험악기의 창시자, 디 아트 오브 노이지즈(1913)의 저자이다. 1913~14년 사이, 제1차 세계 대전, 그리고 1921년 파리에서의 노이즈 뮤직 콘서트 공연을 통해 최초의 노이즈 뮤직 실험 작곡가 중 한 명으로 간주된다. 인토나루모리라는 이름의 수많은 노이즈 생성장치들을 설계하고 만들었다.

## 작품

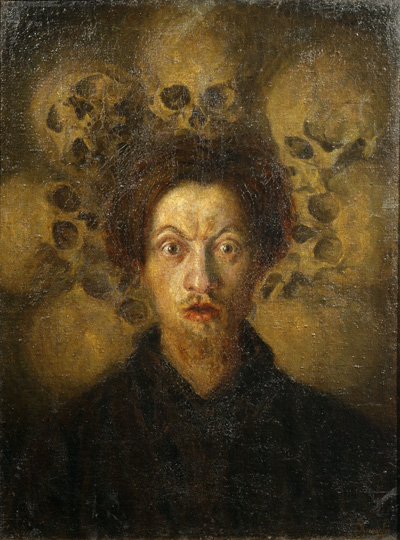
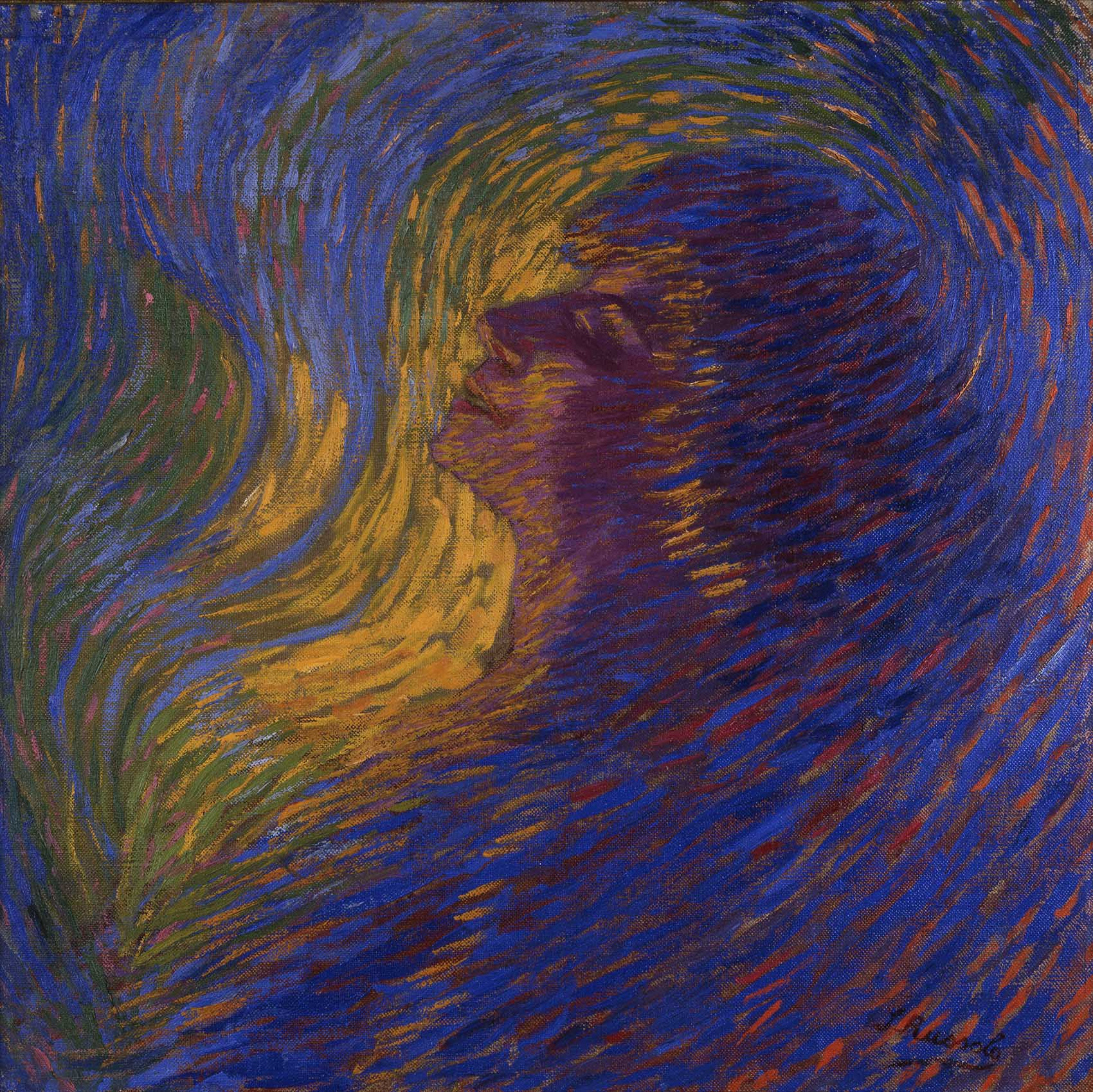
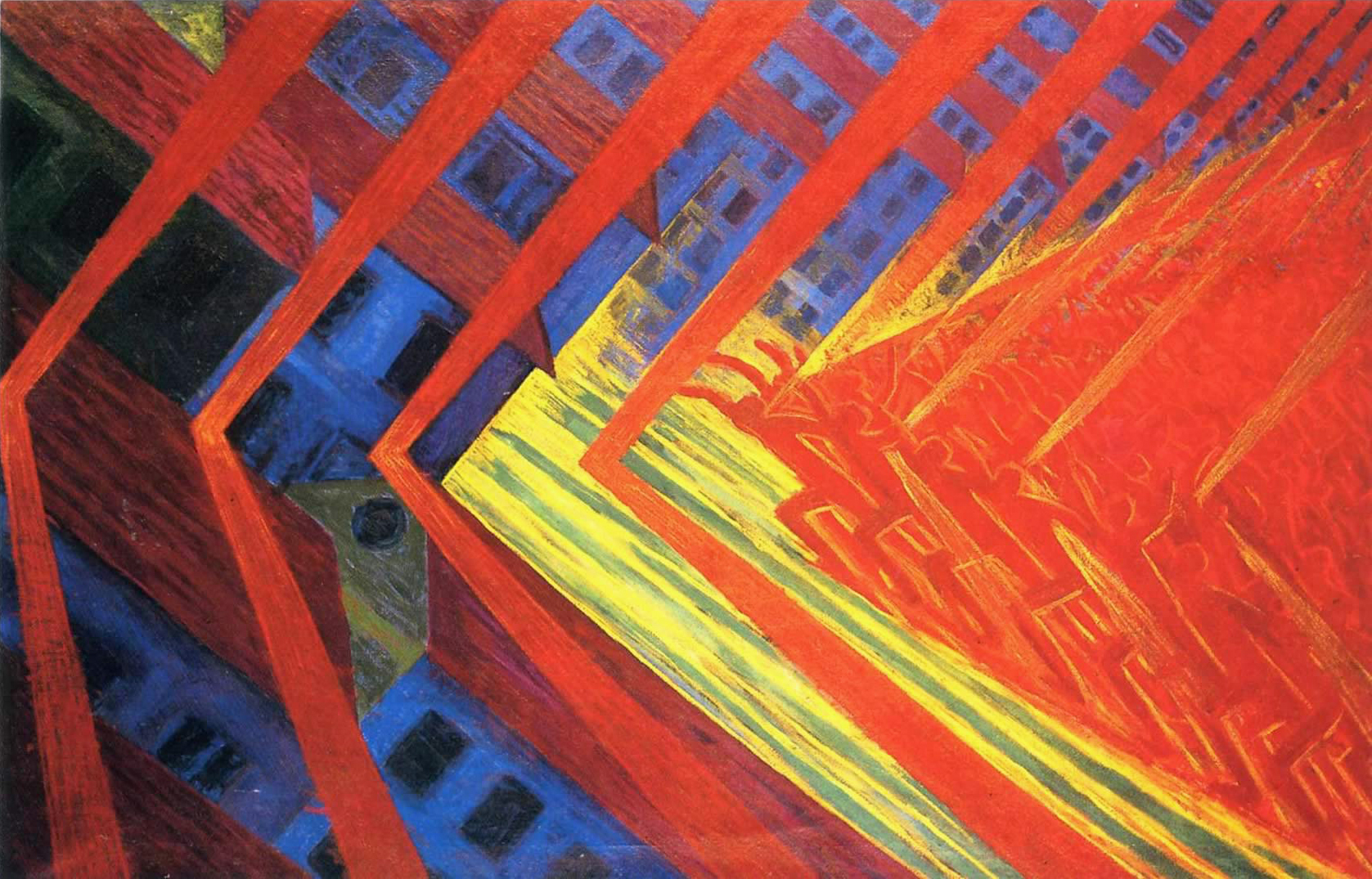
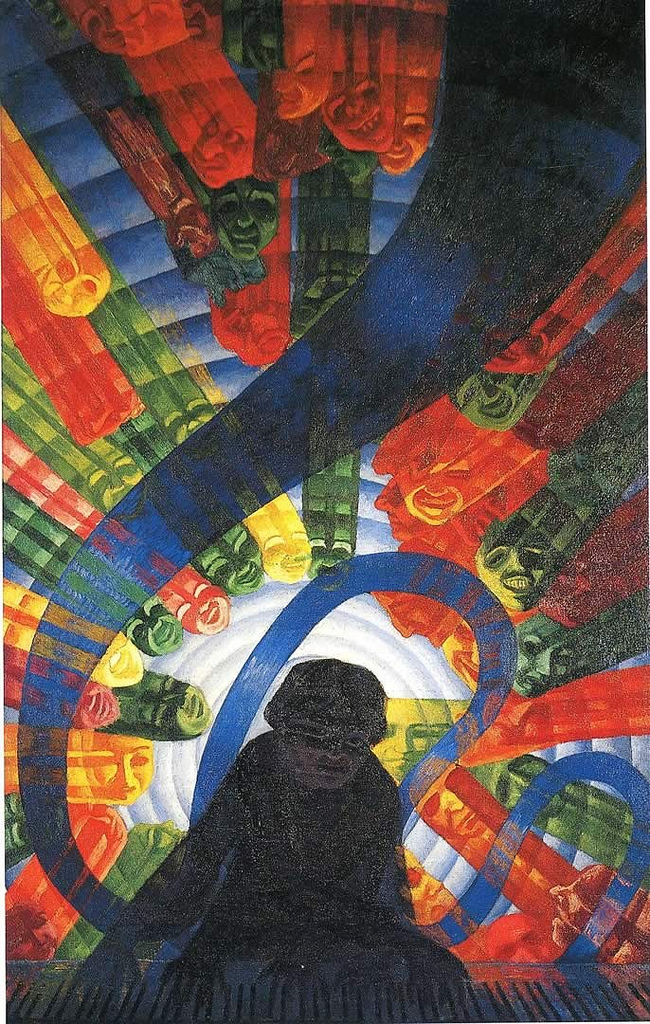
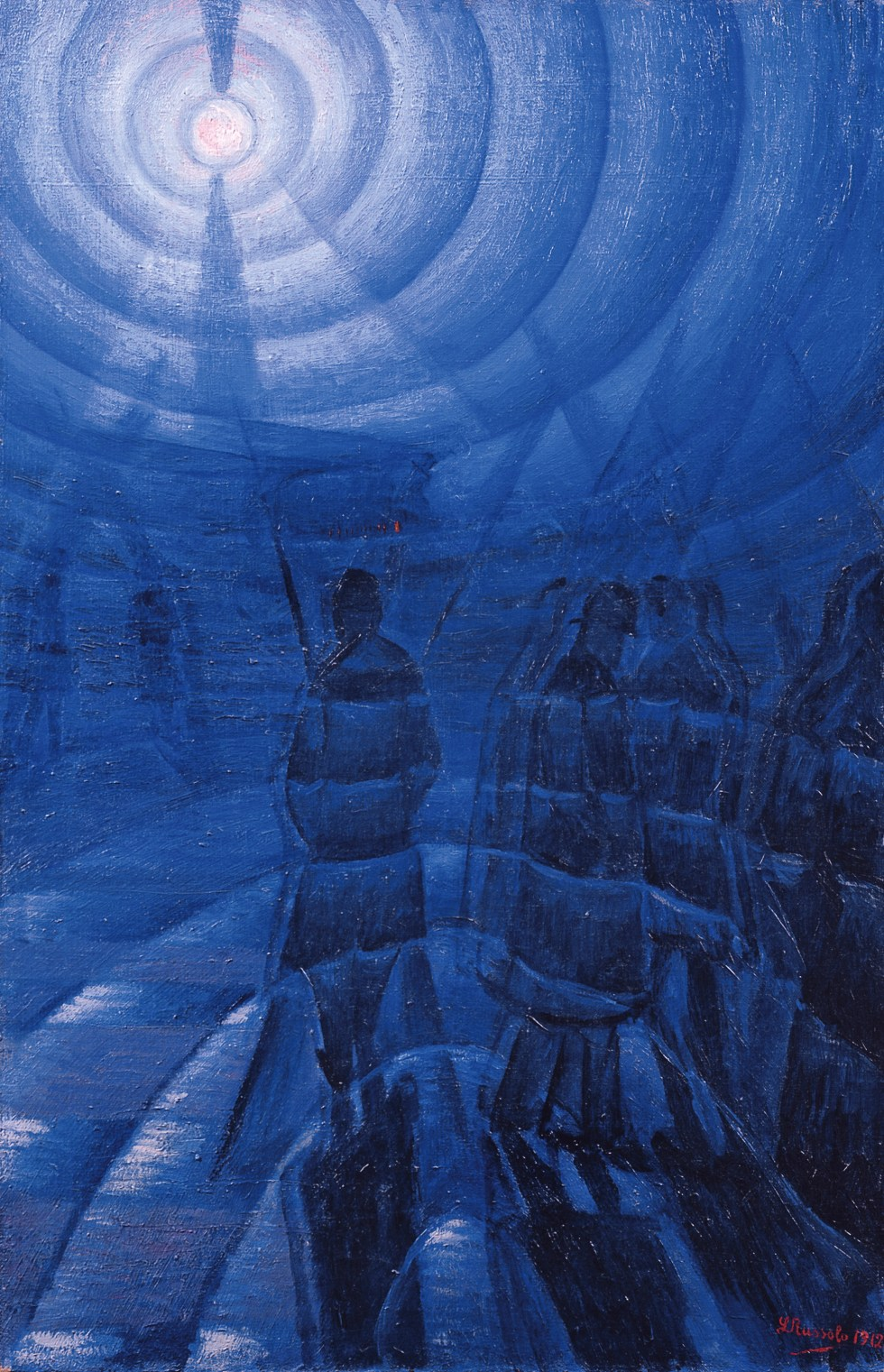
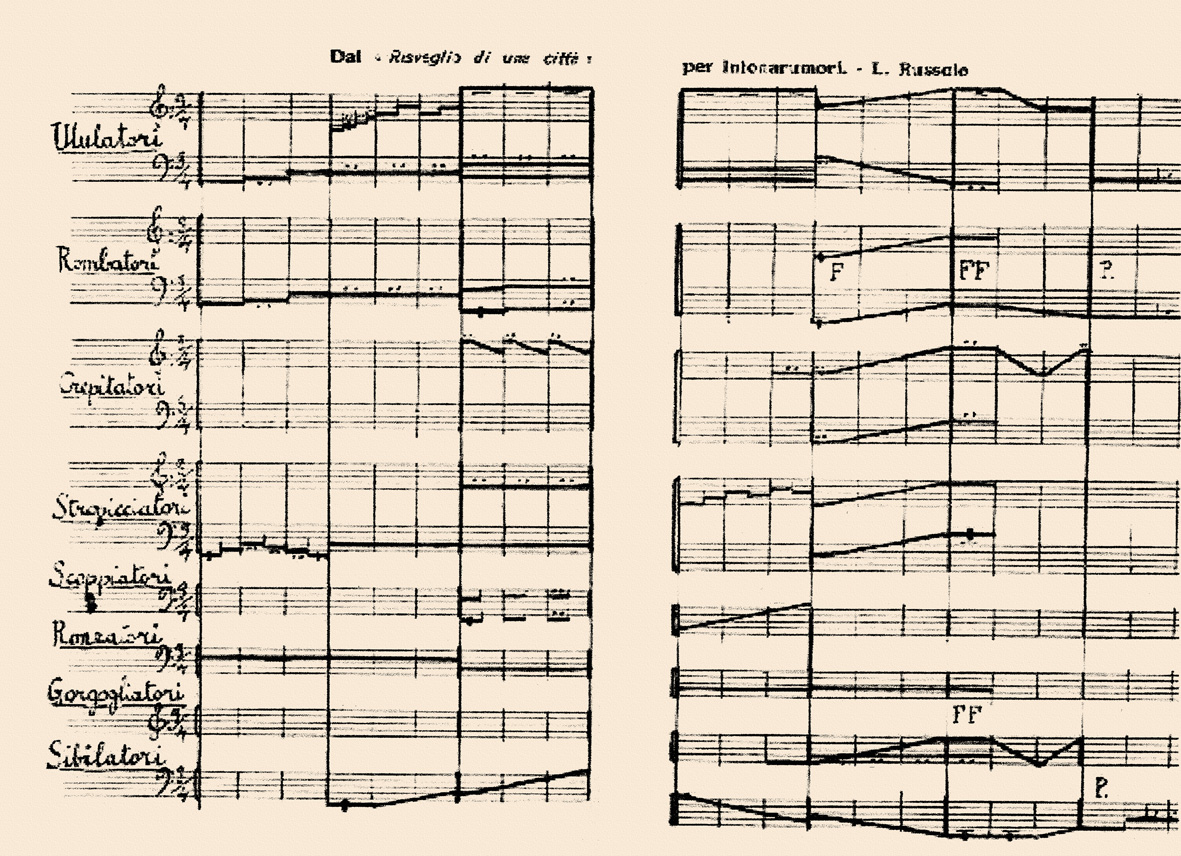
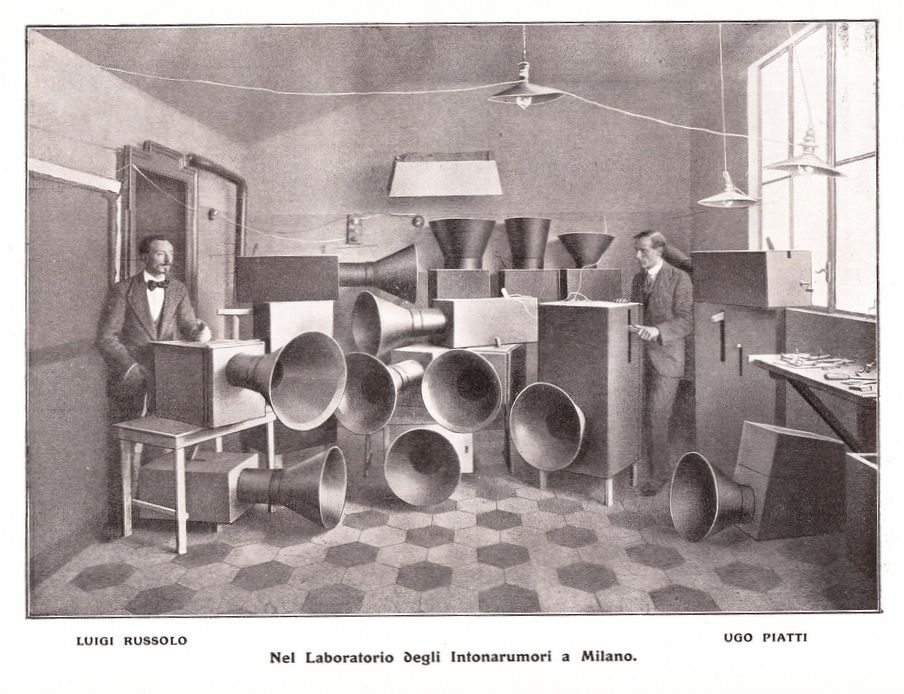
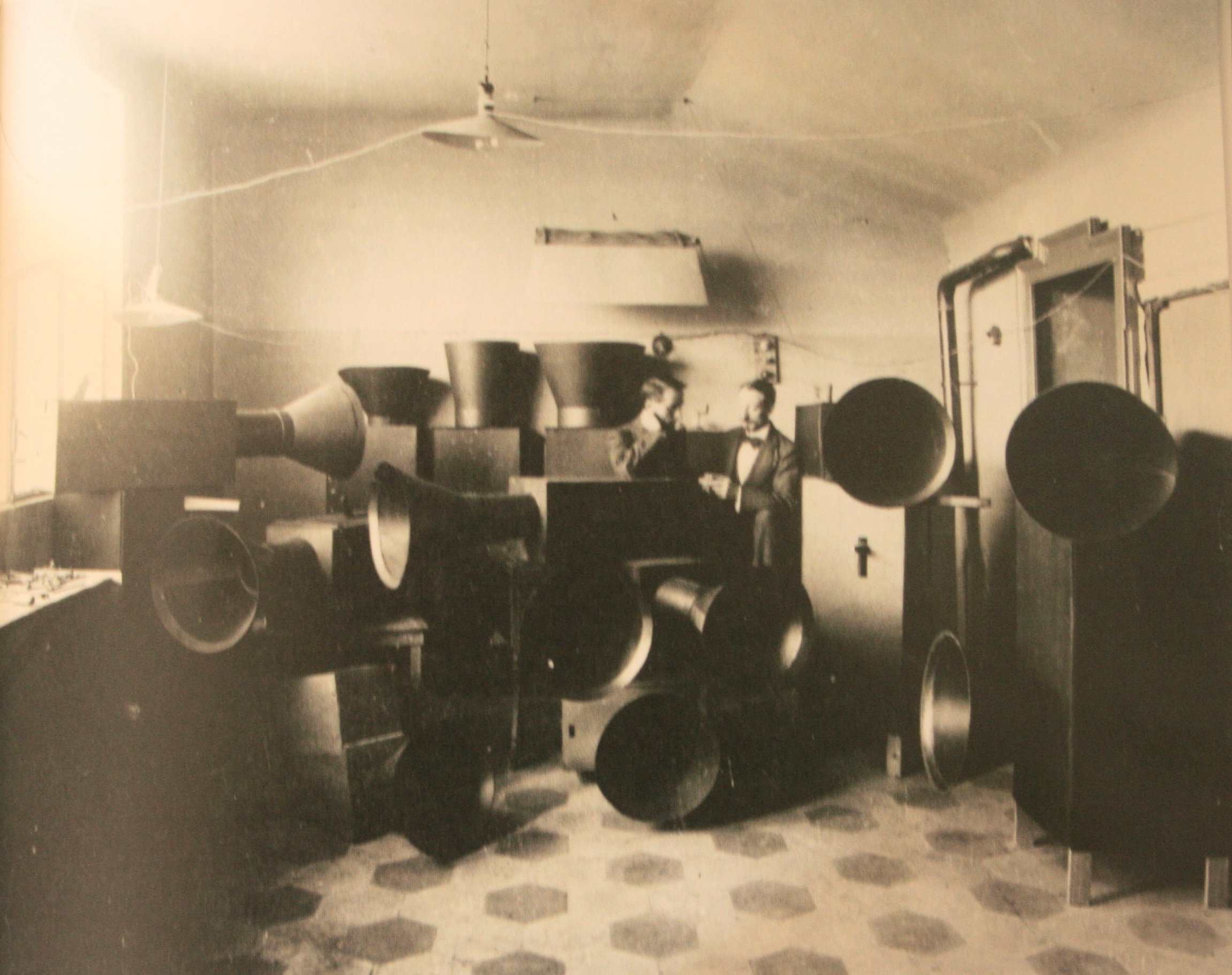
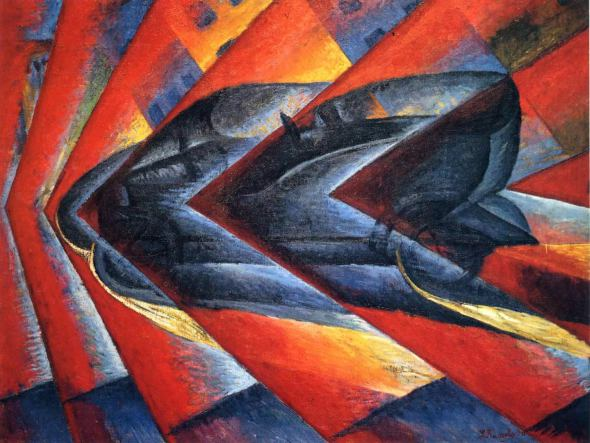
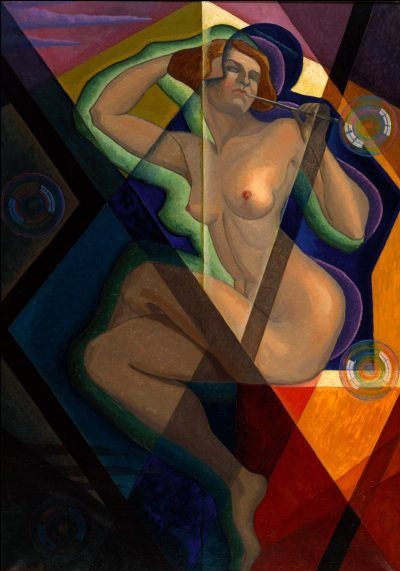
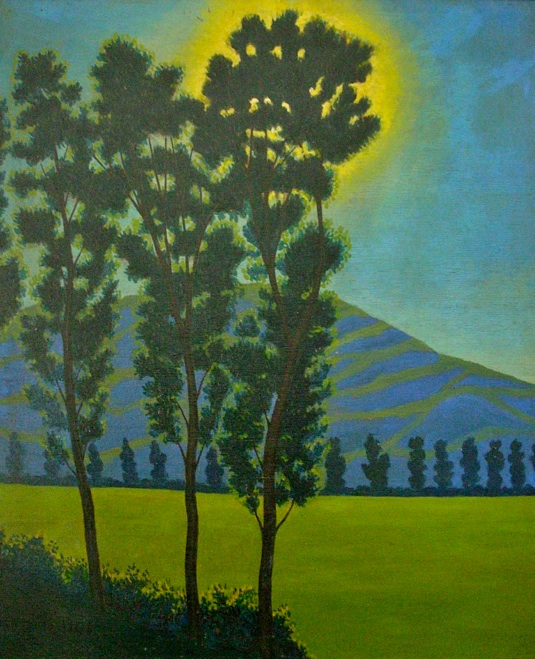